# Aloe glauca

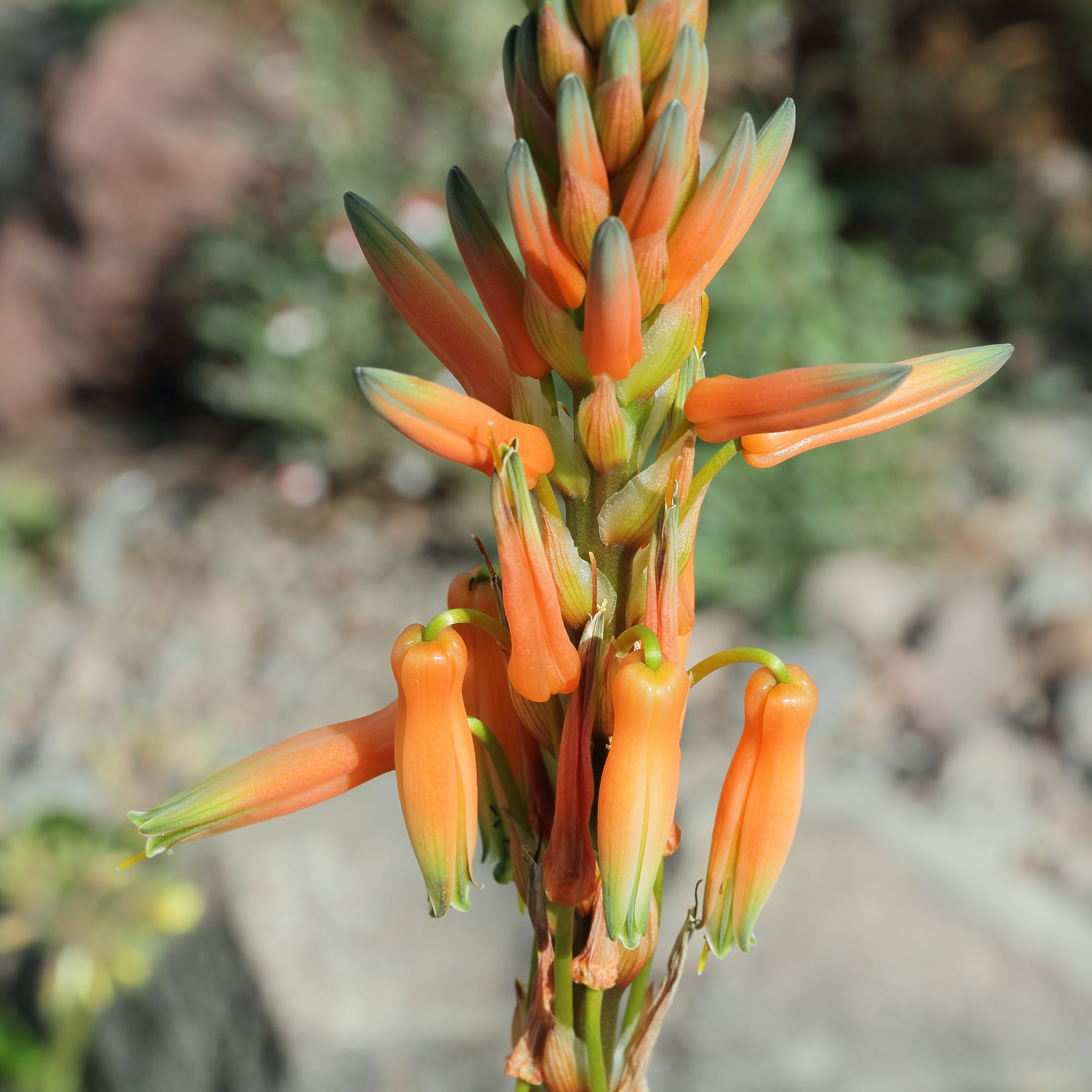
Blüten

Aloe glauca ist eine Pflanzenart der Gattung der Aloen in der Unterfamilie der Affodillgewächse (Asphodeloideae). Das Artepitheton glauca stammt aus dem Lateinischen, bedeutet ‚blaugrün‘ oder ‚graublau‘ und verweist auf die Farbe der Laubblätter.

## Beschreibung

### Vegetative Merkmale
Aloe glauca wächst kurz stammbildend. Die 30 bis 40 linealischen Laubblätter bilden dichte Rosetten. Ihre stark glauke, undeutlich linierte Blattspreite ist 30 bis 40 Zentimeter lang und 10 bis 15 Zentimeter breit. Die Blattunterseite ist spärlich warzig-stachelig. Die stechenden, rötlich braunen Zähne am Blattrand sind 4 bis 5 Millimeter lang.

### Blütenstände und Blüten
Der einfache Blütenstand ist etwa 60 bis 80 Zentimeter lang. Die dichten, zylindrisch spitz zulaufenden Trauben sind 15 bis 20 Zentimeter lang und 8 bis 9 Zentimeter breit. Die weißen, eiförmig-deltoiden Brakteen sind an ihrer Basis fast stängelumfassend. Sie weisen eine Länge von etwa 30 Millimeter auf und sind 10 Millimeter breit. Die rosafarbenen, grün gespitzten Blüten stehen an 30 bis 35 Millimeter langen Blütenstielen. Sie sind etwa 40 Millimeter lang und an ihrer Basis gerundet. Oberhalb des Fruchtknotens sind sie leicht verengt, dann erweitert und anschließend zu ihrer Mündung hin erneut verengt. Ihre äußeren Perigonblätter sind nicht miteinander verwachsen. Die Staubblätter und der Griffel ragen kaum aus der Blüte heraus.

### Genetik
Die Chromosomenzahl beträgt {\displaystyle 2n=14}.

## Systematik und Verbreitung
Aloe glauca ist in Südafrika verbreitet. Aloe glauca var. glauca wächst in den Provinzen Nordkap und Westkap in trockenem Busch. Aloe glauca var. spinosior ist in diesen Provinzen auf Quarzithängen verbreitet.
Die Erstbeschreibung durch Philip Miller wurde 1768 veröffentlicht. Es werden folgende Varietäten unterschieden:
- Aloe glauca var. glauca
- Aloe glauca var. spinosior Haw.

Aloe glauca var. glauca

Synonyme von Aloe glauca var. glauca sind Aloe perfoliata var. κ L. (1753), Aloe perfoliata var. glauca Aiton (1789), Aloe rhodacantha DC. (1799), Aloe glauca var. major Haw. (1812), Aloe glauca var. minor Haw. (1812), Aloe glauca var. elatior Salm-Dyck (1817) und Aloe glauca var. humilior Salm-Dyck (1817).
Aloe glauca var. spinosior

Die Unterschiede zu Aloe glauca var. glauca sind: Die Laubblätter sind stärker ausgebreitet und weniger glauk. Ihre Unterseite ist stärker warzig-stachelig. Die Zähne am Blattrand sind größer.
Die Erstbeschreibung der Varietät erfolgte 1831 durch Adrian Hardy Haworth. Synonyme sind Aloe muricata Schult. (1809) und Aloe glauca var. muricata (Schult.) Baker (1880).

## Nachweise